# Pholidobolus argosi
Pholidobolus argosi — вид ящірок родини гімнофтальмових (Gymnophthalmidae). Ендемік Колумбії. Описаний у 2023 році.

## Поширення і екологія
Pholidobolus argosi відомі з кількох фрагментованих місцевостей, розташованих в горах Західного хребта Колумбійських Анд в департаменті Антіокія. Вони живуть в гірських карликових і хмарних лісах та у вторинних лісах, на висоті від 2490 до 2840 м над рівнем моря.